# Anadiscalia basalis
Anadiscalia basalis là một loài ruồi trong họ Tachinidae.